# 1717 w muzyce
Wydarzenia muzyczne w 1717 roku.

## Wydarzenia
- Antonio Lotti przeprowadził się do Drezna na dwór Augusta II

## Dzieła
- Johann Sebastian Bach – koncerty E-dur i a-moll
- Georg Friedrich Händel – Water Music
- Marin Marais – Pieces de violes no IV
- Jan Dismas Zelenka – Capriccio w D

## Dzieła operowe
- Antonio Lotti – Alessandro Severo, Giove in Argo

## Urodzili się
- 9 kwietnia – Georg Matthias Monn, austriacki kompozytor i organista (zm. 1750)
- 17 lub 19 czerwca – Johann Stamitz, czesko-niemiecki kompozytor, skrzypek, kapelmistrz przełomu baroku i klasycyzmu (zm. 1757)
- 13 sierpnia – Christoph Nichelmann, niemiecki kompozytor i klawesynista (zm. 1762)